# Réka Albert
Réka Albert (geboren am 2. März 1972 in Reghin, Rumänien) ist Professorin für Physik und Biologie an der Pennsylvania State University. Sie ist bekannt für das Barabási-Albert-Modell und ihre Forschungen zu skalenfreien Netzen.

## Leben und Werk
Albert erhielt einen B.Sc. und M.Sc. der Babeș-Bolyai-Universität in Cluj-Napoca (Rumänien) in den Jahren 1995 and 1996. Sie wurde im Jahr 2001 promoviert zum Ph.D. an der University of Notre Dame. Sie begann einen Postdoc an der University of Minnesota bei Hans G. Othmer und wechselte 2003 zur Pennsylvania State University.

Entstehung eines Graphen mittels Barabási-Albert-Modell.

Zusammen mit Albert-László Barabási entwickelte sie das Barabási-Albert-Modell, das wichtigste Modell zur Erstellung skalenfreier Zufallsgraphen, die zur Erklärung des Kleine-Welt-Phänomens genutzt werden. Außerdem wandte sie Konzepte der Graphentheorie auf die Fehlertoleranz des World Wide Web oder des nordamerikanischen Stromnetzes an. Bei der Verleihung des Maria Goeppert-Mayer Awards der American Physical Society wurden ihre bedeutenden Publikationen zur Untersuchung der strukturellen Eigenschaften komplexer Netzwerke gewürdigt.
Zusätzlich befasst sie sich mit der dynamischen Modellierung biologischer Netzwerke und der Systembiologie. Sie konnte nachweisen, dass die Stabilität mancher Ökosysteme von wenigen Arten abhängig ist. Sie arbeitet zur Signaltransduktion in Pflanzenzellen, zur epithelial-mesenchymalen Transition und zur Rolle von cytotoxischen T-Zellen bei Leukämie. Dafür wendet sie ebenfalls Konzepte der Netzwerktheorie an, beispielsweise Boolesche Netzwerke.
Sie wirkt als Herausgeberin für Physical Review E, New Journal of Physics und IET Systems Biology sowie im Beirat des Mathematical Biosciences Institute und des Duke Center for Systems Biology.

## Ehrungen
Albert wurde 2004 zum Sloan Research Fellow gekürt und erhielt 2007 einen NSF Career Award sowie den Maria Goeppert-Mayer Award der American Physical Society (APS) im Jahr 2011. Sie wurde 2009 auf Vorschlag der Abteilung für Biophysik zum Fellow der American Physical Society gewählt. Sie ist seit 2016 Mitglied der Ungarischen Akademie der Wissenschaften im Bereich Biologie. 2025 wurde Albert zum Mitglied der National Academy of Sciences gewählt.

## Publikationen (Auswahl)
- R. Albert R., A.-L. Barabási: Statistical mechanics of complex networks. In: Reviews of Modern Physics. Band 74, Nr. 1, 2002, S. 47–97, doi:10.1103/RevModPhys.74.47, arxiv:cond-mat/0106096v1.
- H. Jeong, B. Tombor, R. Albert, Z. N. Oltvai, A.-L. Barabási: The large-scale organization of metabolic networks. In: Nature. Band 407, 2000, S. 651–654, doi:10.1038/35036627, arxiv:cond-mat/0010278.
- R. Albert R., H. Jeong H., A.-L. Barabási: Error and attack tolerance of complex networks. In: Nature. Band 406, 2000, S. 378–382, doi:10.1038/35019019, arxiv:cond-mat/0008064v1.
- A.-L. Barabási A.-L., R. Albert: Emergence of scaling in random networks. In: Science. Band 286, Nr. 5439, 15. Oktober 1999, S. 509–12,  doi:10.1126/science.286.5439.509, arxiv:cond-mat/9910332v1.